# Salomé (película de 2013)
Salomé es una película dramática estadounidense de 2013 escrita y dirigida por Al Pacino, protagonizada por Pacino y Jessica Chastain y editada a partir del docudrama Wilde Salomé (2011). Fue estrenada el 10 de agosto de 2013 en los cines de Estados Unidos y el 21 de septiembre de 2014 en Reino Unido e Irlanda.
El filme forma parte de un anterior trabajo de Pacino como director, Wilde Salomé, un documental experimental (que incluye actuaciones dramáticas) basado en la obra Salomé de Oscar Wilde. En este caso, Salomé presenta únicamente los elementos narrativos y dramáticos de Wilde Salomé.

## Reparto
- Jessica Chastain - Salomé
- Al Pacino - Rey Herodes
- Kevin Anderson - Juan el Bautista
- Roxanne Hart - Reina Herodias